# Hammelburg
Hammelburg este un oraș din Franconia Inferioară, landul Bavaria, Germania.